# Chủ tịch Quốc hội Lục địa
Chủ tịch Quốc hội Lục địa (President of the Continental Congress) là viên chức chủ tọa các buổi họp của Quốc hội Lục địa, đây là đại hội gồm các đại biểu tề tụ lại với nhau tạo thành chính phủ quốc gia đầu tiên của Hoa Kỳ trong thời Cách mạng Mỹ. Chủ tịch là thành viên của Quốc hội này và được các đại biểu khác bầu lên để phục vụ trong vai trò người điều phối công chính vô tư cho các cuộc họp của Quốc hội. Chức danh này được sắp đặt phần lớn mang ý nghĩa lễ nghi và không có nhiều ảnh hưởng. Chức danh này không có liên quan vì đến chức danh Tổng thống Hoa Kỳ sau này mặc dù chức danh chủ tịch được gọi tắt trong tiếng Anh là President of the United States (dịch ra tiếng Việt là Chủ tịch hay Tổng thống Hoa Kỳ).
Chủ tịch đầu tiên của Quốc hội Lục địa là Peyton Randolph, được bầu vào ngày 5 tháng 9 năm 1774. Chủ tịch cuối cùng là Cyrus Griffin, từ chức vào tháng 11 năm 1788. Vì vai trò hạn chế của chức danh này nên Chủ tịch Quốc hội Lục địa nằm trong số những nhà lãnh đạo Cách mạng Mỹ ít được biết tiếng hơn cả. Chủ tịch quốc hội nổi tiếng nhất là John Hancock, được người ta nhớ đến vì chữ ký của ông thật to và thật đậm trên Tuyên ngôn Độc lập Hoa Kỳ mà đã được thông qua và ký trong thời ông làm chủ tịch.

## Chức danh
Viên chức chủ tọa Quốc hội Lục địa thường thường được gọi trong tiếng Anh là "President of the Congress" hay "President of Congress". Sau khi Các điều khoản Hợp bang được thông qua ngày 1 tháng 3 năm 1781, Quốc hội Lục địa chính thức được biết với cái tên tiếng Anh là "The United States in Congress Assembled" (Hiệp chúng quốc Hoa Kỳ tại Quốc hội Nhóm họp). Vì thế, chủ tịch của quốc hội đôi khi được gọi là "President of the United States in Congress Assembled" (Chủ tịch hay Tổng thống Hoa Kỳ tại Quốc hội Nhóm họp) mặc dù từ "President of (the) Congress" (Chủ tịch Quốc hội) vẫn tiếp tục được sử dụng trong đa số các văn kiện chính thức.

## Vai trò
Chủ tịch quốc hội theo như ấn định, là một chức danh có ít quyền lực. Quốc hội Lục địa vì lo sợ quyền lực chính trị nằm trong tay một cá nhân nên đã trao cho viên chức chủ tọa của họ thậm chí ít quyền lực hơn cả các chủ tịch hạ viện của các nghị viện thuộc địa. Không giống một số chủ tịch hạ viện thuộc địa, Chủ tịch Quốc hội Lục địa, thí dụ, không thể ấn định chương trình nghị sự của quốc hội hay bổ nhiệm nhân sự cho các ủy ban trong quốc hội. Chủ tịch quốc hội không thể gặp mặt riêng với các nhà lãnh đạo ngoại quốc; những cuộc họp như thế được tổ chức cùng với các ủy ban hay toàn thể quốc hội.
Chức danh này phần lớn có ý nghĩa nghi lễ. Vai trò chính yếu của chức danh này là chủ tọa các cuộc họp của quốc hội trong vai trò điều hợp viên chí công vô tư cho các cuộc tranh luận. Khi quốc hội nhóm họp trong hình thức ủy ban quốc hội để thảo luận các vấn đề quan trọng thì chủ tịch sẽ nhường vai trò chủ tọa của mình cho chủ tịch ủy ban quốc hội. Chủ tịch cũng chịu trách nhiệm với số lượng lớn các thư từ chính thức, nhưng ông không thể trả lời bất cứ lá thư nào mà không có sự chỉ thị của quốc hội. Chủ tịch ký nhưng không viết vào các văn kiện chính thức của quốc hội. Những hạn chế này có thể là dễ gây nản lòng vì thông thường một đại biểu sẽ mất đi ít nhiều ảnh hưởng khi được bầu làm chủ tịch. Thí dụ trường hợp của Henry Laurens, ông từ chức chủ tịch của mình để ông có thể đóng một vai trò tích cực hơn tại quốc hội.

## Nhiệm kỳ
Trước khi Các điều khoản Hợp bang được thông qua ngày 1 tháng 3 năm 1781, Chủ tịch quốc hội phục vụ các nhiệm kỳ không có thời gian dài rõ rệt nào cả; nhiệm kỳ của họ thường kết thúc khi nào họ từ chức hay khi Quốc hội chọn người thay thế trong trường hợp không có thư từ chức chính thức. Khi John Hancock được bầu làm chủ tọa Đệ nhị Quốc hội Lục địa vào tháng 5 năm 1775, vị trí của ông có phần mơ hồ vì người ta không rõ là có phải Chủ tịch Peyton Randolph đã từ chức vĩnh viễn hay chỉ là đang vắng mặt một thời gian. Tình hình trở nên khó xử khi Randolph trở lại Quốc hội vào tháng 9 năm 1775. Một số đại biểu nghĩ rằng Hancock nên thoái lui nhưng ông đã không làm vậy; vấn đề được giải quyết chỉ khi Randolph bất thình lình qua đời vào tháng 10. Điều mơ hồ này cũng bao phủ vào giai đoạn cuối nhiệm kỳ của Hancock: ông rời quốc hội vào tháng 10 năm 1777 và cứ tin là mình chỉ đi nghĩ phép một thời gian dài hạn mà thôi nhưng không ngờ khi trở lại thì Quốc hội đã bầu Henry Laurens thay thế ông.
Điều nhắc đến vắn tắt và duy nhất về nhiệm kỳ của chủ tịch quốc hội là trong Các điều khoản Hợp bang:
Hiệp chúng quốc tại Quốc hội Nhóm họp phải có quyền lực... bổ nhiệm một trong các thành viên của mình để chủ tọa, miễn sao không có ai được phép phục vụ trong chức vụ chủ tịch hơn một năm trong bất cứ khoảng thời gian dài ba năm nào....

Trước đó một vị chủ tịch có thể phục vụ vô thời hạn— Hancock chủ tọa trên 2 năm - nhưng rồi các chủ tịch phục vụ một nhiệm kỳ dài 1 năm. Tuy nhiên, sau khi Các điều khoản Hợp bang trở thành có hiệu lực thì Quốc hội đã không tổ chức bầu cử chọn một tân chủ tịch. Thay vào đó, Samuel Huntington tiếp tục phục vụ trong vai trò Chủ tịch Quốc hội cho đến khi ông yêu cầu được nghỉ hưu vì sức khỏe yếu vào tháng 7 năm 1781. Samuel Johnston được chọn thay thế Huntington nhưng ông từ chối nhận chức và vì vậy Thomas McKean được bầu là chủ tịch kế tiếp. Chủ tịch McKean từ chức vào ngày 23 tháng 10 năm 1781 sau khi nghe tin quân Anh đầu hàng tại Yorktown nhưng Quốc hội yêu cầu ông giữ chức vụ này cho đến tháng 11 khi một phiên quốc hội mới được dự trù khai mạc. (Các điều khoản Hợp bang kêu gọi quốc hội nhóm hợp "vào ngày thứ hai đầu tiên trong tháng 11 hàng năm....") Ngày 5 tháng 11 năm 1781, John Hanson của tiểu bang Maryland trở thành vị chủ tịch quốc hội đầu tiên được bầu phục vụ nhiệm kỳ dài 1 năm như đã được nói đến trong Các điều khoản Hợp bang.

## Mờ nhạt
Quốc hội Lục địa và chủ tịch của nó mờ nhạt dần tầm quan trọng vào cuối Chiến tranh Cách mạng Mỹ. Ngày càng có nhiều đại biểu được bầu vào quốc hội nhưng từ chối phục vụ. Những người dẫn đầu tại mỗi tiểu bang muốn phục vụ trong chính quyền tiểu bang hơn và vì thế Quốc hội gặp phải khó khăn trong vấn đề triệu tập đủ nhân sự. Chủ tịch Hanson muốn từ chức nhưng sự ra đi của ông sẽ khiến cho Quốc hội không có đủ số phiếu cần thiết để bầu chọn người kế vị, và vì thế ông đã ở lại chức vụ này. Chủ tịch Thomas Mifflin gặp phải khó khăn trong việc thuyết phục các tiểu bang gởi các đại biểu đến quốc hội để phê chuẩn Hiệp định Paris. Khoảng 6 tuần trong năm 1784, Chủ tịch Richard Henry Lee đã không đến quốc hội nhưng thay vào đó ông đã chỉ thị cho thư ký của mình là Charles Thomson chuyển cho ông bất cứ văn kiện nào cần chỉ ký của ông. John Hancock được bầu thêm 1 nhiệm kỳ thứ 2 năm 1785 mặc dù lúc đó ông không có mặt tại quốc hội; ông chưa bao giờ nhận lấy ghế của mình ở quốc hội với lý do sức khỏe yếu kém. Có lẽ ông chẳng có thích thú vào chức vụ này nên mới làm thế. Khi Nathaniel Gorham từ chức vào tháng 11 năm 1786, phải mất nhiều tháng trời trước khi có đủ thành viên quốc hội hiện diện để bầu một chủ tịch mới. Việc thông qua Hiến pháp Hoa Kỳ mới vào tháng 6 năm 1788 đã làm giảm thiểu tầm quan trọng của Quốc hội Hợp bang sang tình trạng của một chính phủ lâm thời. Cyrus Griffin, vị chủ tịch quốc hội cuối cùng, từ chức vào tháng 11 năm 1788 sau khi chỉ có hai đại biểu đến dự phiên họp mới của Quốc hội Lục địa.

## Quan hệ với chức vị Tổng thống Hoa Kỳ
Ngoài danh xưng tương tự, chức vị Chủ tịch Quốc hội "không có mối quan hệ nào" với chức vị Tổng thống Hoa Kỳ sau đó và hiện nay. Như lời nhà sử học Edmund Burnett:
Tổng thống Hoa Kỳ hiếm có trong bất cứ ý nghĩa nào là Chủ tịch Quốc hội củ. Các Chủ tịch Quốc hội gần như đơn giản là những viên chức chủ tọa, hiếm có một chút chức năng nào về quản lý và hành pháp; trong khi đó Tổng thống Hoa Kỳ gần như đơn giản là một viên chức hành pháp, không có các bổn phận làm chủ tọa nào cả. Trừ một khả dĩ xét về khía cạnh địa vị xã hội và ngoại giao, hai chức vụ này chỉ giống nhau ở chỗ chúng có chung chức danh.
Vì John Hanson là chủ tịch đầu tiên được bầu dưới Các điều khoản Hợp bang nên cháu của ông đã vinh thăng ông thành "Tổng thống Hoa Kỳ đầu tiên" và tiến hành một cuộc vận động thành công để đưa tượng của Hanson đặt tại Đại sảnh Statuary trong Tòa Quốc hội Hoa Kỳ mặc dù Hanson thật sự không phải là một trong các nhà lãnh đạo hàng đầu của Thời đại Cách mạng.

## Danh sách các chủ tịch
| #  | Chân dung | Tên               | Tiểu bang/Thuộc địa | Bắt đầu nhiệm kỳ       | Kết thúc nhiệm kỳ       | Số tháng trong nhiệm kỳ |
| -- | --------- | ----------------- | ------------------- | ---------------------- | ----------------------- | ----------------------- |
| 1  |           | Peyton Randolph   | Virginia            | 5 tháng 9 năm 1774[a]  | 22 tháng 10 năm 1774    | 2                       |
| 2  |           | Henry Middleton   | Nam Carolina        | 22 tháng 10 năm 1774   | 26 tháng 10 năm 1774[b] | <1                      |
| 3  |           | Peyton Randolph   | Virginia            | 10 tháng 5 năm 1775[c] | 24 tháng 5 năm 1775     | <1                      |
| 4  |           | John Hancock      | Massachusetts       | 24 tháng 5 năm 1775    | 29 tháng 10 năm 1777    | 29                      |
| 5  |           | Henry Laurens     | Nam Carolina        | 1 tháng 11 năm 1777[d] | 9 tháng 12 năm 1778     | 13                      |
| 6  |           | John Jay          | New York            | 10 tháng 12 năm 1778   | 28 tháng 9 năm 1779     | 10                      |
| 7  |           | Samuel Huntington | Connecticut         | 28 tháng 9 năm 1779    | 10 tháng 7 năm 1781[e]  | 21                      |
| 8  |           | Thomas McKean     | Delaware            | 10 tháng 7 năm 1781    | 5 tháng 11 năm 1781     | 4                       |
| 9  |           | John Hanson       | Maryland            | 5 tháng 11 năm 1781[f] | 4 tháng 11 năm 1782     | 12                      |
| 10 |           | Elias Boudinot    | New Jersey          | 4 tháng 11 năm 1782    | 3 tháng 11 năm 1783     | 12                      |
| 11 |           | Thomas Mifflin    | Pennsylvania        | 3 tháng 11 năm 1783[g] | 3 tháng 6 năm 1784      | 7                       |
| 12 |           | Richard Henry Lee | Virginia            | 30 tháng 11 năm 1784   | 4 tháng 11 năm 1785     | 11                      |
| 13 |           | John Hancock[h]   | Massachusetts       | 23 tháng 11 năm 1785   | 5 tháng 6 năm 1786      | 6                       |
| 14 |           | Nathaniel Gorham  | Massachusetts       | 6 tháng 6 năm 1786     | 3 tháng 11 năm 1786     | 5                       |
| 15 |           | Arthur St. Clair  | Pennsylvania        | 2 tháng 2 năm 1787     | 4 tháng 11 năm 1787     | 10                      |
| 16 |           | Cyrus Griffin     | Virginia            | 22 tháng 1 năm 1788    | 15 tháng 11 năm 1788[i] | 10                      |

Nguồn cho bản này là từ Jillson and Wilson, Congressional Dynamics, 77, the Biographical Directory of the United States Congress, và từ Presidents of the Continental Congress Lưu trữ ngày 4 tháng 2 năm 2008 tại Wayback Machine tại trang Archontology.org. Có một số ngày tháng không nhất quán vì dựa theo các kiểu diễn giải khác nhau về thời điểm kết thúc các nhiệm kỳ của các chủ tịch.
Ghi chú
a  Khởi đầu Đệ nhất Quốc hội Lục địa
b  Middleton chỉ phục vụ trong vai trò chủ tịch trong những ngày cuối cùng của Đệ nhất Quốc hội Lục địa (Jillson và Wilson, Congressional Dynamics, 51, 77), mặc dù trong Dictionary of American Biography có ghi là nhiệm kỳ của ông kéo dài cho đến 10 tháng 5 năm 1775, những tháng mà Quốc hội không có nhóm họp vẫn được tính trong nhiệm kỳ của ông.
c  Khởi đầu Đệ nhị Quốc hội Lục địa
d  Thư ký Charles Thomson thực hiện các nhiệm vụ chủ tịch từ ngày 29 tháng 10 năm 1777 đến 1 tháng 11 năm 1777.
e  Các điều khoản Hợp bang được thông qua trong nhiệm kỳ này
f  Chủ tịch đầu tiên dưới Các điều khoản Hợp bang
g  Daniel Carroll làm quyền chủ tịch từ ngày 3 tháng 11 năm  1783 đến ngày 13 tháng 12 năm 1783.
h  Hancock đã không báo cáo với Quốc hội cho nhiệm kỳ 2, vì vậy David Ramsay (23 tháng 11 năm 1785 – 12 tháng 5 năm 1786) và Nathaniel Gorham (15 tháng 5 năm 1786 – 5 tháng 6 năm 1786) làm quyền chủ tịch.
i  Sau khi Griffin từ chức, chức chủ tịch bỏ trống.